# Charizard
Charizard (Japans:リザードン ) is een fictief wezen uit de Pokémonreeks van de eerste generatie. Zijn nummer volgens de National Pokédex en Kanto is #006. Het is de laatste evolutie van Charmander, die op level 16 Charmeleon wordt, waarna deze op level 36 naar Charizard evolueert. Charizard is herkenbaar aan zijn grote vleugels, twee horens en de langere staart. Hij lijkt minder op zijn voorevolutie Charmeleon en Charmander. Charizard is oranje van kleur net als Charmander. Deze Pokémon is een vuur en vlieg-type. Hierdoor kan Charizard niet door Grond aanvallen geraakt worden, maar is hij wel kwetsbaar voor Steen, Water en Elektrische aanvallen.
De naam is een porte-manteau van "Char" en "Lizard".

## In-spel statistieken
Charizard is samen met Venusaur en Blastoise een van de drie laatste evoluties van de starter-Pokémon die je in Pokémon Red, Green en Blue en Pokémon Firered en Leafgreen kan kiezen.
In de 6de generatie, Pokémon X en Y, kreeg Charizard twee Mega-evolutions. Bijzonder is dat in tegenstelling tot meeste andere Pokémon met een Mega-vorm, dat Charizard er twee kreeg, namelijk Mega Charizard X en Mega Charizard Y. Mega Charizard Y is een verbeterde Charizard met dezelfde type, hogere speciale aanval en de ability Drought, waardoor zijn vuur aanvallen sterker worden, terwijl Mega Charizard X een zwarte kleur met blauw vuur krijgt, een hogere aanval statistiek, en de ability Tough Claws krijgt, waardoor hij vaker als fysieke aanvaller gebruikt wordt, in tegenstelling tot Mega Charizard Y. Ook krijgt Mega Charizard X het type draak, dit vervangt zijn vlieg type. 
Charizard heeft Charizardite X of Y nodig om in een gevecht in een van deze vormen te kunnen transformeren. Na het gevecht verandert hij weer in een normale Charizard.
Later, in Pokémon Sword en Shield, kreeg Charizard een Gigantamax-vorm. De Champion van de Galar regio, Leon, gebruikt deze vorm wanneer je tegen hem vecht.

## Ruilkaartenspel
Er bestaan negenendertig standaard Charizard kaarten, waarvan de meeste het Vuur type hebben. Er is ook één kaart met het type Colorless als element. Ook bestaan er één Dark Charizard kaart, een Blaine's Charizard, een Shining Charizard, een Lance's Charizard (enkel in Japan), een Charizard ex, Charizard G en een Charizard G LV.X-kaart, allemaal met het type Fire als element. Verder zijn er nog één Charizard δ-kaart (type Lightning en Metal) en één Charizard ☆ δ-kaart (type Darkness).

## Tekenfilmreeks
In de tekenfilms is het een bekende Pokémon omdat hoofdrolspeler Ash Ketchum er een heeft. Het is tevens een van de sterkste Pokémon die Ash heeft. In het begin van het eerste seizoen vond Ash hem als Charmander nadat hij achter werd gelaten door zijn oorspronkelijke trainer. Later evolueerde deze in Charmeleon en uiteindelijk Charizard. Na deze evolutie werd hij ongehoorzaam waardoor Ash hem weinig gebruikte. In de aflevering Charizard Chills bevrijdde Ash hem nadat hij werd ingevroren tijdens een gevecht met een Poliwrath. Hierdoor werd Charizard gehoorzaam waarna Ash hem vaker gebruikt in gevechten. In het derde seizoen laat Ash hem achter in de Chariciffic Vallei (een vallei met wilde Charizard) om sterker te worden. In latere seizoenen keert Charizard af en toe terug om Ash te helpen bij Pokémon-gevechten.

## Trivia
- In de eerste paar generaties heeft Charizard exact dezelfde roep als Rhyhorn.
- Charizard heeft twee Mega-Evoluties. Samen met Mewtwo zijn dit de enige Pokémon met meer dan een Mega-vorm.
- In generatie 8 kreeg Charizard een Gigantamax vorm. Hij kreeg deze voordat Venusaur en Blastoise in het spel zaten, wat tevens de eerste keer was dat maar een deel van een starter trio in een main-series spel zat.